# Pinedale
Pinedale és un poble i seu del comtat de Sublette a l'estat de Wyoming dels Estats Units d'Amèrica.

## Demografia
Segons el cens dels Estats Units del 2000 Pinedale tenia 1.412 habitants, 582 habitatges, i 368 famílies. La densitat de població era de 383,9 habitants/km².
Dels 582 habitatges en un 32% hi vivien nens de menys de 18 anys, en un 52,4% hi vivien parelles casades, en un 7,4% dones solteres, i en un 36,6% no eren unitats familiars. En el 30,1% dels habitatges hi vivien persones soles el 8,9% de les quals corresponia a persones de 65 anys o més que vivien soles. El nombre mitjà de persones vivint en cada habitatge era de 2,3 i el nombre mitjà de persones que vivien en cada família era de 2,89.
Per edats la població es repartia de la següent manera: un 24,6% tenia menys de 18 anys, un 6,3% entre 18 i 24, un 26,6% entre 25 i 44, un 26,3% de 45 a 60 i un 16,1% 65 anys o més.
L'edat mediana era de 39 anys. Per cada 100 dones de 18 o més anys hi havia 97,8 homes.
La renda mediana per habitatge era de 35.188 $ i la renda mediana per família de 40.880 $. Els homes tenien una renda mediana de 31.976 $ mentre que les dones 22.143 $. La renda per capita de la població era de 20.441 $. Entorn del 7,8% de les famílies i el 8,9% de la població estaven per davall del llindar de pobresa.

## Poblacions properes
El següent diagrama mostra les poblacions més properes.